# Майкл Маккол
Майкл Томас Маккол (англ. Michael Thomas McCaul; нар. 14 січня 1962, Даллас, Техас) — американський політик-республіканець, з 2005 року він представляє 10-й округу штату Техас у Палаті представників США.
У 1984 році він закінчив Університету Триніті у Сан-Антоніо, у 1987 отримав юридичну ступінь в Університеті Сент-Мері і був прийнятий до колегії адвокатів. Маккол також проходив курси у Гарвардському інституті державного управління імені Джона Ф. Кеннеді. З 1998 по 2002 він був заступником генерального прокурора Техасу.
Одружений, батько п'ятьох дітей. Проживає в Остіні.

## Позиція щодо Російсько-Української війни 2014—2017 рр

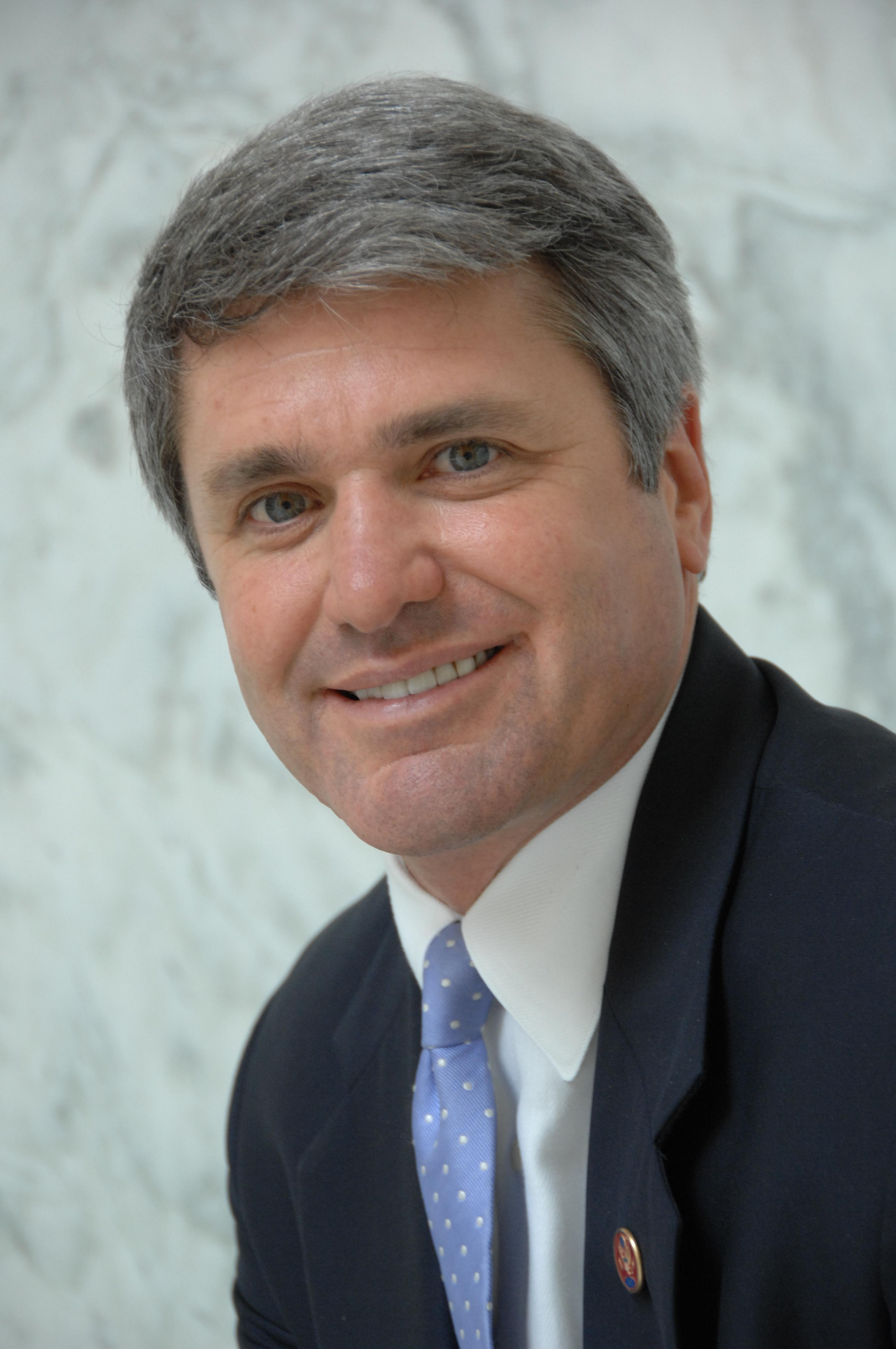
Майкл Маккол

У 2017 р. відвідав Україну, зокрема, Донбас. Після цього висловив таку думку: "Ця країна зараз знаходиться в стані війни з Росією, з Путіним. У той час, як я вимовляю ці слова, чотири мільйони людей перебувають під окупацією на сході України, а Крим захоплений Росією … Тут знаходиться епіцентр війни проти путінської неприхованої агресії, російської агресії, розгорнутої не тільки проти України, а й проти всього світу … Ми можемо багато чому навчитися у України і вже дізналися багато протягом цієї подорожі, але єдина річ очевидна — пана Путіна треба зупинити ", — підкреслив Маккол, розповідаючи про враження від візиту в Україну.